# Easy Tiger
Easy Tiger è il nono album discografico in studio da solista del cantautore statunitense Ryan Adams, pubblicato nel 2007.

## Tracce
1. Goodnight Rose – 3:20
2. Two – 2:39
3. Everybody Knows – 2:26
4. Halloweenhead – 3:23
5. Oh My God, Whatever, Etc. – 2:33
6. Tears of Gold – 2:55
7. The Sun Also Sets – 4:11
8. Off Broadway – 2:32
9. Pearls on a String – 2:25
10. Rip Off – 3:12
11. Two Hearts – 3:03
12. These Girls – 2:52
13. I Taught Myself How to Grow Old – 3:21